# Le Monde diplomatique

Logo der deutschsprachigen Ausgabe

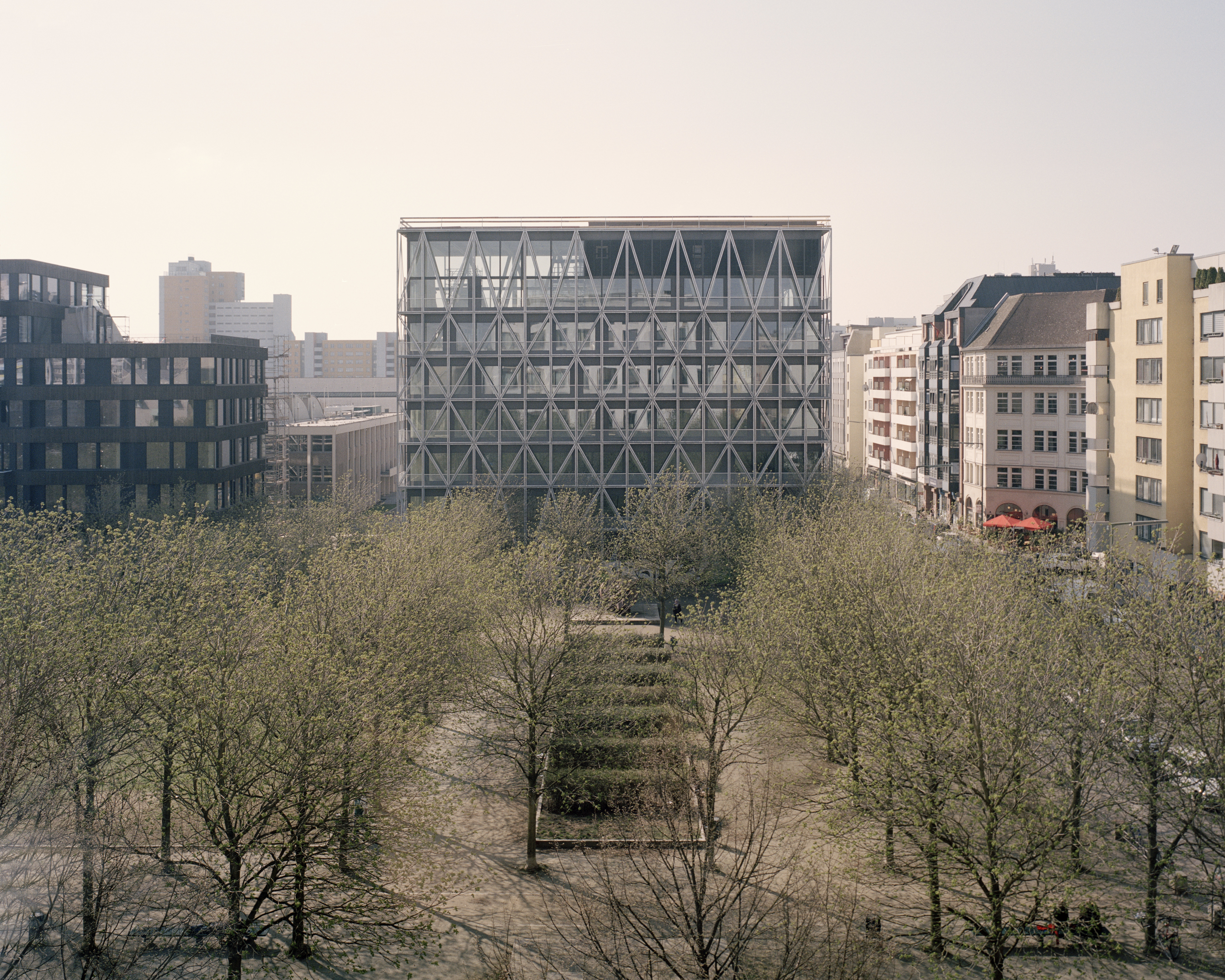
Sitz von Le Monde diplomatique im taz-Haus in der südlichen Friedrichstraße in Berlin-Kreuzberg

Le Monde diplomatique (von ihren französischen Lesern als „Le Diplo“ bezeichnet) ist eine in Frankreich, Deutschland, in der Schweiz und mehreren anderen Ländern in den jeweiligen Landessprachen erscheinende Monatszeitung. Sie veröffentlicht ausführliche Analysen und Kommentare zu Themen aus den Gebieten internationale Politik, Gesellschaft und Kultur. Die deutsche Ausgabe erscheint in Zusammenarbeit mit der taz.

## Französische Ausgabe
Die erste Ausgabe erschien im Mai 1954 mit der Schlagzeile „Diplomatie Ancienne – Diplomatie Nouvelle“ (zu Deutsch „Alte Diplomatie – Neue Diplomatie“). 2020 wurden ca. 171.000 Exemplare monatlich verbreitet. Le Monde diplomatique umfasst 32 Ausgaben in 22 Sprachen und erscheint auf vier Kontinenten, teilweise online.
Le Monde diplomatique gehört zu 49 Prozent dem Verein L’association des Amis du Monde diplomatique, dessen Mitglieder zumeist auch Leser der Zeitung sind, und 51 Prozent gehören der französischen Tageszeitung Le Monde. Die Unabhängigkeit der Publikation soll durch die Begrenzung der Anzeigen und durch die Kapitalbeteiligung von Seiten der Leserschaft gewahrt werden.
Das Blatt nimmt eine kritische Haltung gegenüber dem Wirtschaftsliberalismus und der Globalisierung von oben ein. Ein Leitartikel des Chefredakteurs Ignacio Ramonet aus dem Jahr 1997, der die Deregulierung der Finanzmärkte kritisierte, führte zur Gründung von Attac, einer nichtstaatlichen Organisation, die unter anderem für die Einführung der „Tobin-Steuer“ (auch: Finanztransaktionssteuer) kämpft. Vom Südwind-Magazin wurde das Blatt unter anderem als „Flaggschiff der internationalen Antiglobalisierungs-Bewegung“ bezeichnet.

## Deutschsprachige Ausgabe
Die deutschsprachige Ausgabe wurde 1995 von der Tageszeitung taz und der Schweizer Wochenzeitung WOZ ins Leben gerufen. Die erste Ausgabe erschien am 11. Mai 1995 in Zürich und 12. Mai 1995 Berlin. Die deutsche Ausgabe gibt es sowohl als Separatausgabe am Kiosk als auch im Abonnement, sie liegt zudem der taz bei. Die Schweizer Ausgabe liegt jeden Monat der in Zürich erscheinenden WOZ bei.
Die deutschsprachige Version ist keine Eins-zu-eins-Übersetzung des französischen Originals. Die Berliner Redaktion übernimmt ausgewählte Artikel, fügt eigene Beiträge hinzu und stellt in jeder Ausgabe zeitgenössische Vertreter aus der internationalen Kunst- und Comicszene vor.

## Weitere Veröffentlichungen
Alle zwei Monate erscheint in französischer Sprache die Zeitschrift Manière de voir. Die 1987 begonnene Reihe besteht aus Themenheften, überwiegend mit bereits erschienenen Artikeln. Die deutschsprachige Halbjahresreihe Edition erscheint seit 2007. Das Frühjahrsheft ist immer einem Land oder einer Region gewidmet, das Herbstheft beschäftigt sich mit Themenschwerpunkten wie etwa dem Kolonialismus, der Lebensmittelindustrie oder der Klimakrise.
Außerdem gibt die Zeitung in der Tradition der Kritischen Kartographie auch den Atlas der Globalisierung heraus. In Frankreich erschien der „Atlas“ in sechs Ausgaben zwischen 2002 und 2012. Die erste deutsche Ausgabe erschien 2003.

## Ausgaben nach Sprachen
Aktuelle Liste der Ausgaben nach Sprachen:
| Sprache       | Land                | Erscheinungsweise | Auflage                   | Bemerkung | Website                                            |
| ------------- | ------------------- | --- | ------------------------- | --- | -------------------------------------------------- |
| Albanisch     | Albanien und Kosovo | | 1.500                     | Herausgegeben vom Institut für Sozialpolitik „Musine Kokalari“, Rruga Luan Haradinaj, 7/5 10000 Pristina, Kosovo | www.lemondediplomatique.al                         |
| Arabisch      | Tunesien            | | 12.000                    | Herausgegeben von Nouvelles Presses, 47, rue lac Léman – les berges du lac I – 1053 Tunis | www.editionarabediplo.com                          |
| Bulgarisch    | Bulgarien           | Als Online-Ausgabe und Beilage der Tageszeitung Duma                                                                                             |                           | Herausgegeben von Les Amis du Monde diplomatique EOOD (Vestnik Duma), ul. Positano Nº 20a, Sofia 1000 | bg.mondediplo.com                                  |
| Chinesisch    |                     | |                           | | cn.mondediplo.com                                  |
| Deutsch       | Deutschland         | Separate Ausgabe (Abo und Kiosk jeweils am zweiten Donnerstag im Monat) und Monatsbeilage der tageszeitung (jeweils am zweiten Freitag im Monat) | 72.650 (IV. Quartal 2020) | Friedrichstr. 21, 10969 Berlin | monde-diplomatique.de                              |
| Deutsch       | Schweiz             | Als Beilage in WOZ | 19.730 (WEMF 2024)        | Hardturmstrasse 66, 8031 Zürich | woz.ch/lmd/aktuell                                 |
| Englisch      | Großbritannien      | Separate Ausgabe, erhältlich im Abo und am Kiosk                                                                                                 | 5.000                     | | mondediplo.com                                     |
| Englisch      | Indien              | Beilage von Hard News | 40.000                    | 145 Gautam Nagar, New Delhi – 110049 |                                                    |
| Esperanto     |                     | Online-Ausgabe |                           | Im Jahre 2005 gründeten Leser dieser Esperanto-Version eine weltweite Gemeinschaft, die Monda Asembleo Socia (MAS) („Weltweite soziale Versammlung“), um die Analysen der Monde diplomatique nicht nur zu lesen, sondern sie auch zu diskutieren und eventuell Aktionen daraus zu entwickeln. Diese Organisation versteht sich als ein Teil der alternativen Weltbewegung und nimmt an den Sozialen Foren teil. Herausgegeben von Groupe Unesco à Narbonia, in Kuba und Frankreich; Fonto Gazela, 11360 Embres-et-Castelmaure, Frankreich | eo.mondediplo.com                                  |
| Finnisch      | Finnland            | Separate Ausgabe plus ausgewählte Artikel aus der russischen Tageszeitung Nowaja gaseta                                                          | 10.000-15.000             | Herausgegeben vom Verlag Into Kustanos, Meritullinkatu 21, 00560 Helsinki | mondediplo.fi                                      |
| Französisch   | Frankreich          | Separate Ausgabe | 180.000                   | 1, Avenue Stephen Pichon, 75013 Paris CEDEX | monde-diplomatique.fr                              |
| Französisch   | Luxemburg           | Beilage der Tageszeitung Tageblatt | 30.000                    | 44, rue du Canal, 4050 Esch-sur-Alzette |                                                    |
| Griechisch    | Griechenland        | Wöchentliche Beilage der Tageszeitung Avgi | 10.000                    | Agiou Konstantinou 12, 10431 Athen | monde-diplomatique.gr                              |
| Griechisch    | Zypern              | monatliche Beilage der Tageszeitung Politis | 13.000                    | Vassiliou Vourgaroktonou 8, 1010 Nicosia |                                                    |
| Italienisch   | Italien             | Monatliche Beilage der Tageszeitung Il Manifesto                                                                                                 | 49.000                    | | ilmanifesto.it/edizione-pdf/le-monde-diplomatique/ |
| Japanisch     | Japan               | Online-Ausgabe |                           | Herausgegeben von Monde diplomatique, Nakano 1-28-12, Nakano-Ku, Tokio | diplo.jp                                           |
| Koreanisch    | Südkorea            | Separate Ausgabe | 5.000                     | Herausgegeben von Le Monde Corea, 3F, 5, Sapyeong-Daero, 18-Gil, Seocho-gu, Seoul | www.ilemonde.com                                   |
| Kroatisch     | Kroatien            | Separate Ausgabe |                           | Herausgegeben von der Genossenschaft KopMedija, ulica grada Vukovara 62c, 10 000 Zagreb | masmedia.hr/lmd                                    |
| Kurdisch      | Deutschland         | Separate Ausgabe |                           | Seit November 2009 als separate Monatszeitung. Herausgegeben von Rûpel Multimedia GmbH, Ernst-Gnoss-Straße 1, 40219 Düsseldorf | www.diplo-kurdi.com                                |
| Norwegisch    | Norwegen            | Separate Ausgabe | 25.000                    | Herausgegeben von Le Monde diplomatique Norge AS, Postboks 33 Grefsen, 0409 Oslo; Auslieferung auch in Schweden, Finnland und Dänemark | www.lmd.no                                         |
| Persisch      | Iran                | Online-Ausgabe |                           | Herausgegeben von Perséphonie sans frontières, in Paris und Teheran | ir.mondediplo.com                                  |
| Polnisch      | Polen               | Separate Ausgabe | 10.000                    | Herausgegeben von „Ksiazka i Prasa“, ul. Twarda 60, 00-818 Warschau | monde-diplomatique.pl                              |
| Portugiesisch | Portugal            | Separate Ausgabe | 4.000                     | Herausgegeben von Cooperativa Outro Modo, Rua Febo Moniz, nº 13, R/C, 1150-152 Lissabon | pt.mondediplo.com                                  |
| Portugiesisch | Brasilien           | Separate Ausgabe | 30.000                    | Herausgegeben von Palavra Livre, Rua Araujo 124 2° andar, São Paulo, SP 01220-020 | diplomatique.org.br                                |
| Russisch      | Russland            | Online-Ausgabe |                           | Herausgegeben von Le Monde diplomatique – Russland, Kakhovka 9-1-176, 113303 Moskau | ru.mondediplo.com                                  |
| Serbisch      | Serbien             | monatliche Beilage der Wochenzeitung Nedeljnik                                                                                                   | 20.000                    | | www.nedeljnik.rs                                   |
| Schwedisch    | Schweden            | monatliche Beilage der Wochenzeitung Flamman | 6.000                     | Peppavägen 9 B, 123 42 Farsta | www.flamman.se                                     |
| Spanisch      | Argentinien         | Separate Ausgabe | 26.700                    | Herausgegeben von Cono Sur du Monde diplomatique. Av. Córdoba 827, 12º A, C1054AAH, Buenos Aires | eldiplo.org                                        |
| Spanisch      | Bolivien            | Separate Ausgabe | 5.000                     | Herausgegeben von Le Monde diplomatique – Bolivia, Avenida 20 de Octubre, 2651 edificio mediterraneo, 10 b, La Paz |                                                    |
| Spanisch      | Chile               | Separate Ausgabe | 10.000                    | seit September 2000; herausgegeben von Aún Creemos en los Sueños SA, San Antonio 434 local 14 Santiago | lemondediplomatique.cl                             |
| Spanisch      | Kolumbien           | Separate Ausgabe | 6.000                     | Herausgegeben von Colombia Tebeo Comunicaciones SA, Avenida 19, n° 4-20, Of 902, Bogotá | eldiplo.info                                       |
| Spanisch      | Spanien             | Separate Ausgabe | 30.000                    | Herausgegeben von Ediciones Cybermonde SL, Aparisi et Guijarro 5-2º, 46003 Valencia | monde-diplomatique.es                              |
| Türkisch      | Türkei              | monatliche Beilage der Tageszeitung Cumhuriyet                                                                                                   | 50.000                    | Prof. Nurettin Öktem Sok. No:2, 34381 Şişli, Istanbul | cumhuriyet.com.tr                                  |
| Ungarisch     | Ungarn              | Online-Ausgabe |                           | Herausgegeben von Közép-Európai Fejlesztési Egyesület, Múzeum u. 7. Kossuth Klub, Budapest | magyardiplo.hu                                     |

## Kommunikation
Am 2. Februar 1995 war die Zeitung die erste in Frankreich, die im Internet präsent war.
Le Monde diplomatique verfügt über eine Social-Media-Plattform, die den Freunden der Monde diplomatique gewidmet ist.
Die Besonderheit der Zeitung besteht darin, dass sie schon sehr früh alle in ihrer Ausgabe seit ihrer Gründung im Jahr 1954 veröffentlichten Artikel auf einer einzigen DVD-ROM digitalisiert und zum Kauf angeboten hat, und zwar auf Französisch und in gleicher Weise auf Deutsch (seit 1995) und auf Englisch (seit 1996), Spanisch (seit 1997), Italienisch (seit 1997) und Portugiesisch (seit 1999). Seitdem wurde dieses umfangreiche Archiv in einen Online-Zugriff umgewandelt.
Die Monatszeitschrift unterhält einen RSS-Feed und veröffentlicht in den sozialen Netzwerken Facebook und Instagram.

## Gesonderte Veröffentlichungen
- Wendy Kristanasen (Herausgeberin): The Best of Le Monde Diplomatique 2012. Pluto Press, London 2012, ISBN 978-0-7453-3187-4.
- Atlas der Globalisierung. Berlin 2003.
- Atlas der Globalisierung. Die neuen Daten und Fakten zur Lage der Welt. Berlin 2006.
- Atlas der Globalisierung. Sehen und verstehen, was die Welt bewegt. Berlin 2009.
- Atlas der Globalisierung. Die Welt von morgen. Berlin 2012.
- Atlas der Globalisierung. Weniger wird mehr. Berlin 2015.
- Atlas der Globalisierung. Welt in Bewegung. Berlin 2019.
- Atlas der Globalisierung. Ungleiche Welt. Berlin 2022.